# Africa Movie Academy Award de la meilleure réalisation

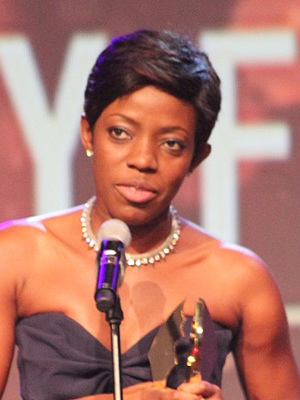
Shirley Frimpong-Manso meilleure réalisatrice de l'édition de 2010

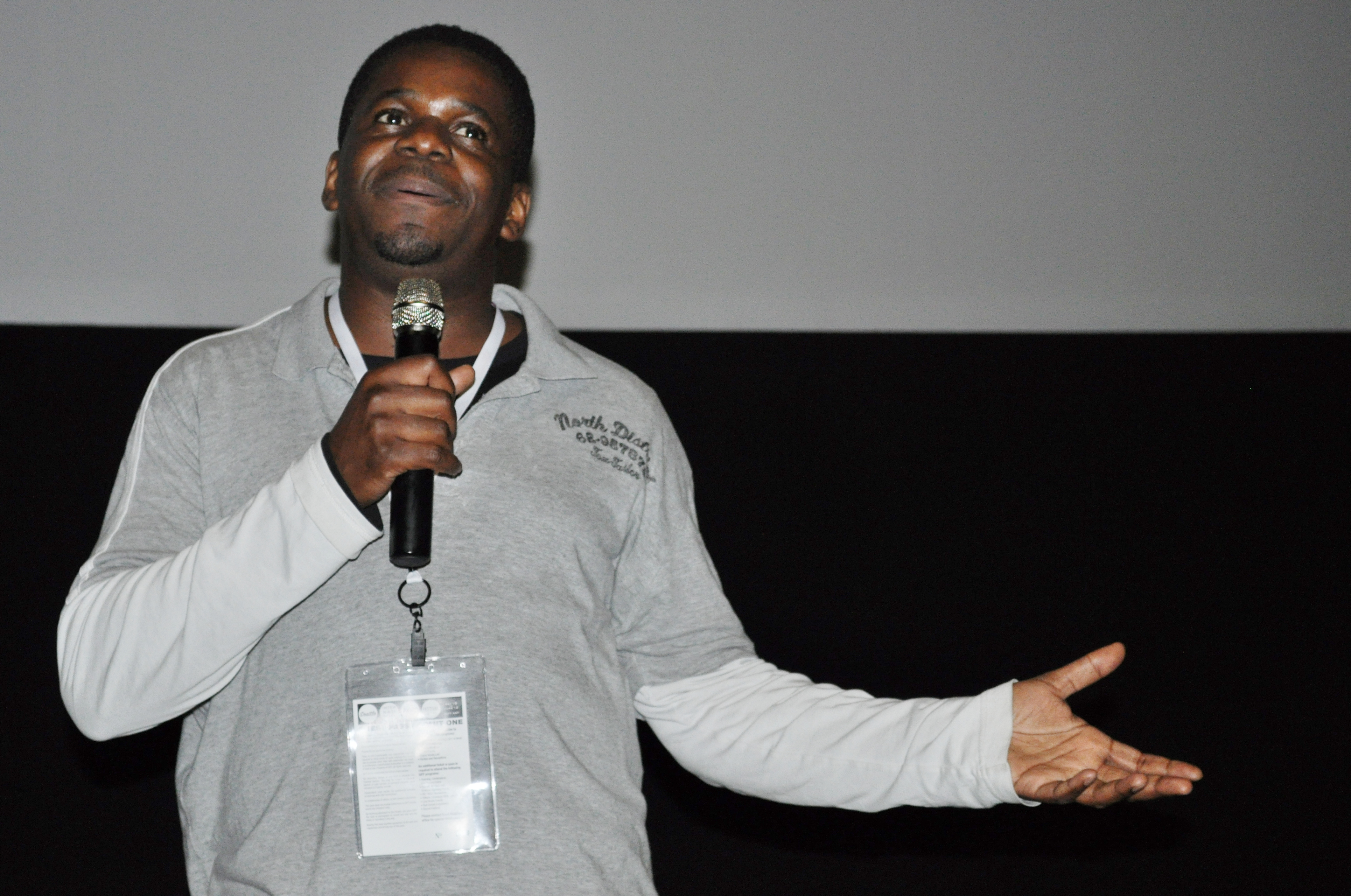
Djo Tunda Wa Munga 2011 Meilleur réalisateur de l'edition 2011

 (janvier 2025).
L'Africa Movie Academy Award de la meilleure réalisation est un mérite annuel décerné par l'Africa Film Academy en reconnaissance de la meilleure réalisation d'un film africain de l'année.
| Année | Réalisation                      | Film                             | Résultat   |
| ----- | -------------------------------- | -------------------------------- | ---------- |
| 2005  | Dickson Iroegbu (en)             | The Mayors (en)                  | Lauréat    |
| 2006  | Andy Nwakalor (en)               | Rising Moon (en)                 | Lauréat    |
| 2006  | Lancelot Oduwa Imasuen (en)      | Derrière les portes fermées      | Nomination |
| 2006  | Andy Amenechi                    | Secret Adventure                 | Nomination |
| 2006  | Lancelot Oduwa Imasuen (en)      | Family Battle                    | Nomination |
| 2006  | Fred Amata (en)                  | Anini                            | Nomination |
| 2006  | Teco Benson (en)                 | Day of Atonement                 | Nomination |
| 2006  | Ifeanyi Oyeabor                  | My Mother’s Heart                | Nomination |
| 2006  | Boubakar Diallo                  | Sofia                            | Nomination |
| 2007  | Izu Ojukwu (en)                  | Sitanda (en)                     | Lauréat    |
| 2007  | Muyiwa Ademola                   | Apesin                           | Nomination |
| 2007  | Jeta Amata                       | The Amazing Grace (en)           | Nomination |
| 2007  | Tunde Kelani                     | Abeni                            | Nomination |
| 2008  | Emmanuel Apea (en)               | Run Baby Run (en)                | Lauréat    |
| 2008  | Izu Ojukwu (en)                  | White Waters (en)                | Nomination |
| 2008  | Frank Rajah Arase (en)           | Princess Tyra (en)               | Nomination |
| 2008  | Izu Ojukwu (en) & Kingsley Ogoro | Across the Niger (en)            | Nomination |
| 2008  | Bond Emoruwa                     | Check Point                      | Nomination |
| 2008  | Teco Benson (en)                 | Mission To Nowhere               | Nomination |
| 2008  | Ifeanyi Onyeabor                 | New Jérusalem                    | Nomination |
| 2008  | Mildred Okwo                     | 30 Days (en)                     | Nomination |
| 2009  | Wanuri Kahiu                     | From a Whisper (en)              | Lauréat    |
| 2009  | Tunde Kelani                     | Arugba                           | Nomination |
| 2009  | Minky Schlesinger                | Gugu and Andile (en)             | Nomination |
| 2009  | Math Bish                        | Battle of the Soul               | Nomination |
| 2009  | Saad Hendawy                     | Seventh Heaven                   | Nomination |
| 2010  | Shirley Frimpong-Manso           | The Perfect Picture              | Lauréat    |
| 2010  | Shemu Joyah                      | Seasons of a Life                | Nomination |
| 2010  | Kunle Afolayan                   | Araromire                        | Nomination |
| 2010  | Leila Djansi                     | I Sing of a well                 | Nomination |
| 2010  | Jude Idada & Lucky Ejim          | The Tenant                       | Nomination |
| 2011  | Djo Tunda Wa Munga               | Viva Riva !                      | Lauréat    |
| 2011  | Hawa Essuman                     | Soul Boy (en)                    | Nomination |
| 2011  | Oliver Hermanus                  | Shirley Adams                    | Nomination |
| 2011  | Niji Akanni (en)                 | Aramotu                          | Nomination |
| 2011  | Jahmil X.T. Qubeka (en)          | A Small Town Called Descent (ar) | Nomination |
| 2011  | Leila Djansi                     | Sinking Sands (en)               | Nomination |
| 2012  | Charlie Vundla                   | How to Steal 2 Million           | Lauréat    |
| 2012  | Lancelot Oduwa Imasuen (en)      | Adesuwa (en)                     | Nomination |
| 2012  | Leila Djansi                     | Ties That Bind (en)              | Nomination |
| 2012  | Bob Nyanja                       | Rugged Priest                    | Nomination |
| 2012  | Khalo Matabane                   | State of Violence (en)           | Nomination |
| 2012  | Akin Omotoso                     | Man On Ground                    | Nomination |
| 2012  | Sara Blecher                     | Otelo Burning (en)               | Nomination |
| 2013  | Niji Akanni (en)                 | Heroes & Zeros (film) (en)       | Lauréat    |
| 2013  | Kenneth Gyang                    | Confusion Na Wa                  | Nomination |
| 2013  | Shemu Joyah                      | The Last Fishing Boat            | Nomination |
| 2013  | Shirley Frimpong-Manso           | Contract (en)                    | Nomination |
| 2013  | David 'Tosh' Gitonga             | Nairobi Half Life                | Nomination |
| 2013  | Ntshavheni Wa Luruli             | Elelwani                         | Nomination |
| 2014  | Jahmil Qubeka (en)               | Of Good Report                   | Lauréat    |
| 2014  | Harrikrishna & Sharvan Anenden   | Children of Troumaron            | Nomination |
| 2014  | Shirley Frimpong-Manso           | Potomanto (en)                   | Nomination |
| 2014  | Andrew Mudge                     | The Forgotten Kingdom            | Nomination |
| 2014  | Teco Benson (en)                 | Accident                         | Nomination |
| 2015  | Abderrahmane Sissako             | Timbuktu                         | Lauréat    |
| 2015  | Theodros Teshome Kebede (en)     | Triangle: Going to America (en)  | Nomination |
| 2015  | Theo Nel                         | iNumber Number (en)              | Nomination |
| 2015  | Philippe Lacôte                  | Run                              | Nomination |
| 2015  | Kunle Afolayan                   | October 1                        | Nomination |
| 2016  | Nana Obiri Yeboah                | The Cursed Ones (en)             | Lauréat    |
| 2016  | Biyi Bandele                     | Fifty (en)                       | Nomination |
| 2016  | Sékou Traoré                     | L'Œil du cyclone (film, 2015)    | Nomination |
| 2016  | Sara Blecher                     | Ayanda (en)                      | Nomination |
| 2016  | Mousa Hamadou Djingarey          | Le Pagne                         | Nomination |
| 2016  | Stephanie Linus                  | Dry                              | Nomination |
| 2016  | Akin Omotoso                     | Tell Me Sweet Something (en)     | Nomination |
| 2016  | Muhammed Bensouda                | Derrière les portes fermées      | Nomination |
| 2017  | Akin Omotoso                     | Vaya (en)                        | Lauréat    |
| 2017  | Daouda Coulibaly                 | Wùlu                             | Nomination |
| 2017  | Steve Gukas (en)                 | 93 Days                          | Nomination |
| 2017  | Mira Nair                        | La Dame de Katwe                 | Nomination |
| 2017  | Izu Ojukwu (en)                  | 76                               | Nomination |
| 2017  | Daryen Joshua                    | Call Me Thief (en)               | Nomination |
| 2017  | Alain Gomis                      | Félicité                         | Nomination |
| 2017  | Ala Eddine Slim                  | The Last Of Us                   | Nomination |
| 2017  | Said Khallaf                     | A Mile in My Shoes               | Nomination |
| 2018  | Frank Rajah Arase (en)           | In My Country                    | Lauréat    |
| 2018  | Safia Djama                      | The Blessed Vost                 | Nomination |
| 2018  | Jade Osiberu (en)                | Isoken                           | Nomination |
| 2018  | Michael Mathews                  | Five Fingers For Marseilles      | Nomination |
| 2018  | Oluseyi Siwoku                   | Cross Roads                      | Nomination |
| 2018  | Shemu Joyah                      | Road to Sunshine                 | Nomination |
| 2018  | Darrell Roodt                    | Siembamba                        | Nomination |
| 2018  | Akin Omotoso                     | Hotel Called Memory              | Nomination |
| 2018  | Peter Kofi Sedufia (en)          | Sidechic Gang                    | Nomination |
| 2018  | Kenneth Gyang                    | The Lost Café                    | Nomination |
| 2019  | Jahmil X.T. Qubeka (en)          | Sew the Winter to My Skin (en)   | Lauréat    |
| 2019  | Wanuri Kahiu                     | Rafiki                           | Nomination |
| 2019  | Adekunle Adejuyigbé              | The Delivery Boy                 | Nomination |
| 2019  | Daryne Joshua                    | Ellen: The Ellen Pakkies Story   | Nomination |
| 2019  | Kemi Adetiba                     | King of Boys                     | Nomination |
| 2019  | Mohcine Besri (en)               | Urgent (film, 2018) (en)         | Nomination |
| 2019  | Mickey Fonseca                   | Redemption                       | Nomination |
| 2019  | Joël Karekezi                    | The Mercy of the Jungle          | Nomination |
| 2020  | Lemohang Jeremiah Mosese (en)    | L'Indomptable Feu du printemps   | Lauréat    |
| 2020  | Akin Omotoso                     | The Ghost and the House of Truth | Nomination |
| 2020  | Enah Johnscott                   | The Fisherman's Diary            | Nomination |
| 2020  | Jahmil X.T. Qubeka (en)          | Knuckle City (en)                | Nomination |
| 2020  | Desmond Ovbiagele                | The Milkmaid                     | Nomination |
| 2020  | Victor Gatonye                   | 40 Sticks (en)                   | Nomination |
| 2020  | Apolline Traoré                  | Desrances                        | Nomination |
| 2020  | Pascal Aka                       | Gold Coast Lounge (en)           | Nomination |